# Clarence Blomquist
Clarence David Duane Blomquist, född 16 juli 1925 i Grand Rapids, Michigan, död 23 februari 1979, var en svensk psykiater. Han är främst känd som pionjär inom den medicinska etiken i Sverige. 
Blomquist blev filosofie kandidat vid Stockholms högskola 1954, medicine licentiat 1955, filosofie doktor vid Uppsala universitet 1973 och var docent i medicinsk etik vid Karolinska institutet från 1974. Han utbildade sig i psykiatri 1955–59, var biträdande överläkare på Södersjukhuset 1959–61, på Danderyds sjukhus 1961–65, överläkare på Mellringe sjukhus i Örebro 1965–66, privatpraktiserande psykiater i Stockholm 1966–72, biträdande överläkare vid psykiatriska kliniken på Danderyds sjukhus 1972–74, på Karolinska sjukhuset från 1974 samt visiting scholar vid Institute of Society, Ethics and the Life Sciences, Hastings-on-Hudson, New York, 1975–76. 
Blomquist författade skrifter i psykiatri och medicinsk etik; Livet, döden och läkaren. Om medicinsk dödshjälp (1964), Fosterliv och fosterdöd. Den provocerade abortens etik (1966), Om konsten att vara läkare (1966), Psykiatri (1969), Medicinsk etik (1971), Själ och sinne (1974) och Att taga vara på sin broder (1976).